# Nadezhda Zakharova
Nadezhda Zakharova (en russe : Надежда Дмитриевна Захарова, Nadejda Dmitrievna Zakharova) née le 9 février 1945 à Holovyne, en RSS d'Ukraine, est une joueuse soviétique de basket-ball. Elle évolue durant sa carrière au poste d'ailière.

## Palmarès
- Championne olympique 1976
- Championne du monde 1971
- Championne du monde 1975
- Championne d'Europe 1968
- Championne d'Europe 1970
- Championne d'Europe 1972
- Championne d'Europe 1974
- Championne d'Europe 1976